# Grga Tuškan
Grga Tuškan (Ladvenjak, Karlovac, 1845. – Sisak, veljača 1923.) bio je hrvatski političar.
Rođen je u siromašnoj seljačkoj obitelji. Pučku školu pohađao je u rodnom mjestu, a gimnaziju u Karlovcu. Potom je pohađao Pravoslovnu akademiju u Zagrebu, a doktorat prava stekao je u Grazu. Nakon toga se posvetio sudstvu i 1873. stupio u praksu kod sudbenog stola u Zagrebu, no nakon samo nekoliko mjeseci prešao je kao odvjetnički perovođa u odvjetničku kancelariju dr. Lavoslava Šrama. Ban Ivan Mažuranić mu je ponudio mjesto vladina tajnika, ali je Tuškan, želeći biti slobodan i nezavisan, odlučio 1877. otvoriti odvjetnički ured u Sisku. 
Kao član Stranke prava na izborima za Hrvatski sabor kandidira se u Sisku i biva izabran nakon nekoliko pokušaja. Nakon razlaza pravaša, izražavao je netrpeljivost spram Čistoj stranci prava i slijedom toga pristupa domovinašima, čiji je kasnije bio i predsjednik. Kasnije prihvaća politiku novoga kursa, što će uslijediti nakon događaja vezanih za narodni pokret protiv bana Khuena 1903./1904., kad njegova nova Hrvatska stranka prava pristupa Hrvatsko-srpskoj koaliciji.
Bio je najznačajniji i vjerojatno najutjecajniji političar u Sisku u drugoj polovini 19. i prvoj polovini 20. stoljeća. Bio je član sisačke lože slobodnih zidara. Najpoznatiji je po svjedočenju o tjelesnom obračunu zastupnika Josipa Gržanića s banom Khuenom Héderváryjem u Saboru, povodom t.zv. arhivske afere (poznati "saborski vritnjak", 5. listopada 1885.), kada je u istražnome zatvoru (10. listopada 1885.) izjavio: "Ja držim da je udaren preuzvišeni g. ban nogom...". Budući da je vlast htjela zataškati takvu "sramotu", okrivljen je za klevetu te mu se oduzima titula doktora prava i zabranjuje odvjetnički rad, kao i Davidu Starčeviću, a obojica su osuđeni i na šest mjeseci zatvora. Tim više je neobično što je kasnije bio u domovinašima i pravaškim frakcijama koje su podupirale Khuena i vladajući režim te je eklatantan primjer konvertitstva i nestalnosti hrvatskih političara i politike.